# Municipio de Jacksonville (Carolina del Norte)
El municipio de Jacksonville (en inglés: Jacksonville Township) es un municipio ubicado en el  condado de Onslow en el estado estadounidense de Carolina del Norte. En el año 2010 tenía una población de 70.537 habitantes.

## Geografía
El municipio de Jacksonville se encuentra ubicado en las coordenadas 34°45′29.59″N 77°25′46.87″O / 34.7582194, -77.4296861.